# Berdeniella bucegica
Berdeniella bucegica är en tvåvingeart som beskrevs av Vaillant 1976. Berdeniella bucegica ingår i släktet Berdeniella och familjen fjärilsmyggor. Inga underarter finns listade i Catalogue of Life.